# Rocky V

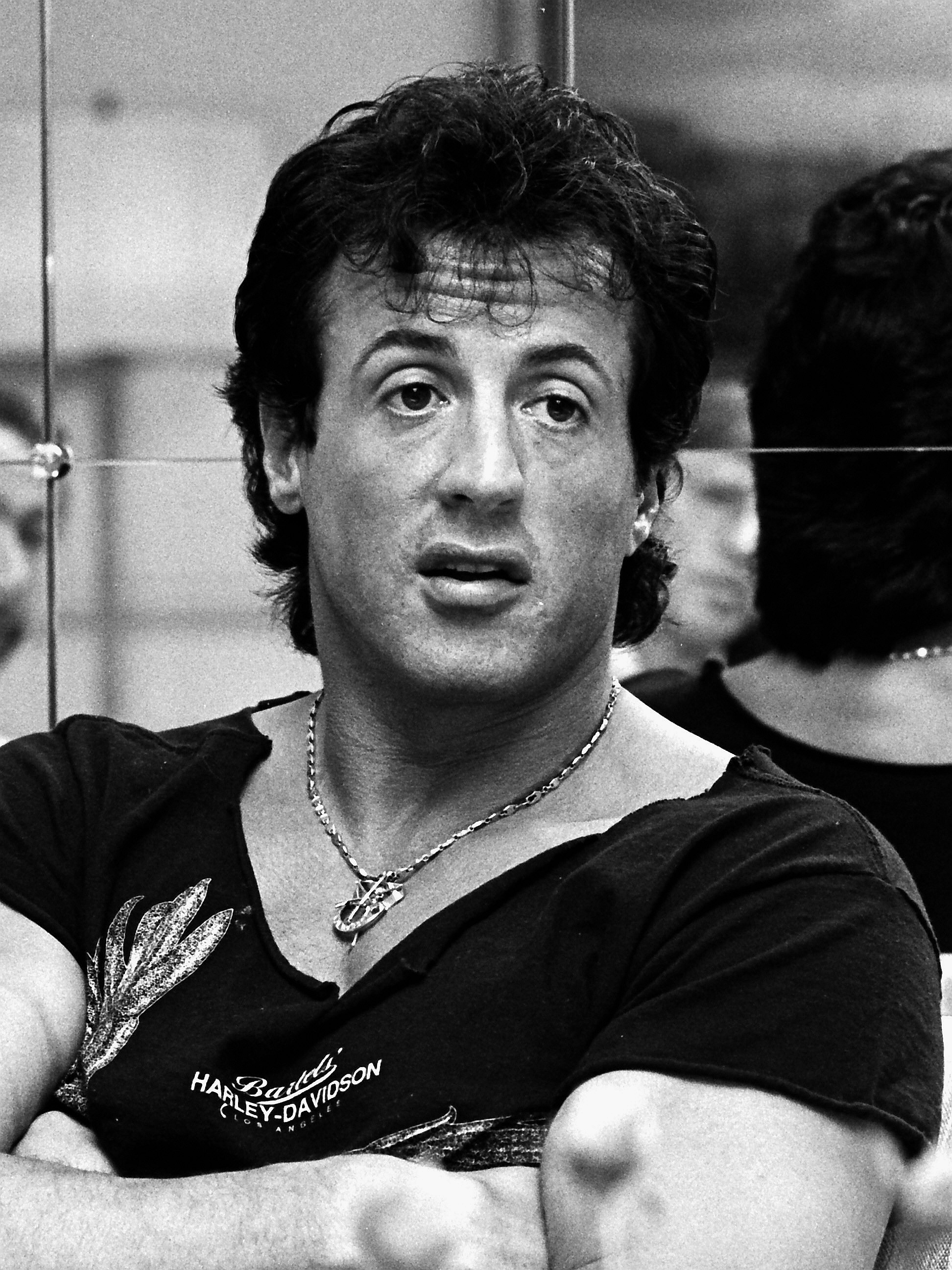
Sylvester Stallone, actor y creador de Rocky.

Rocky V es una película estadounidense de drama de 1990, la quinta de la saga Rocky. Estrenada el 16 de noviembre de 1990, está dirigida por John G. Avildsen y protagonizada por Sylvester Stallone, Talia Shire, Sage Stallone, Burt Young, Tony Burton y Tommy Morrison (boxeador real que batió a George Foreman por el título vacante del campeonato mundial de pesos pesados de la WBO en 1993), quien interpreta al boxeador Tommy Gunn. 
La película recaudó 16 millones de dólares estadounidenses en su primera semana y 40 millones en total (con un presupuesto estimado de 42 millones) en Estados Unidos, aproximadamente un tercio de su inmediata predecesora, Rocky IV.

## Argumento
Después de los eventos de Rocky IV, Rocky Balboa (Sylvester Stallone), campeón mundial de boxeo de peso pesado, es ahora un héroe nacional estadounidense gracias a su gran victoria sobre Iván Drago en la Unión Soviética, sin embargo, Rocky presenta complicaciones de salud tras el combate más duro de su vida ya que mientras estaba en la ducha, notó cómo sus manos empezaban a temblar sin razón alguna y no tiene control en el proceso. Rocky, Adrianne, Paulie y Tony Duke regresan a los Estados Unidos, dando Rocky una rueda de prensa y tratando de anunciar su retirada como boxeador. En ese momento, aparece George Washington Duke (Richard Gant), un extravagante y ostentoso promotor, el cual se presenta para proponerle a Rocky que combata contra su pupilo, Union Cane, en Tokio. Rocky hace caso omiso y regresa a casa, donde descubre que por un error de Paulie ha sido engañado por su agente inmobiliario, lo que provoca la bancarrota de Rocky.
Ante la fatídica situación, Rocky decide que la única solución para recuperar su dinero es volver a boxear. Tras un examen médico, a Rocky se le diagnostica una grave lesión cerebral, corriendo el riesgo de quedarse inválido o incluso de morir, si vuelve a pelear; Rocky insiste en volver a luchar de todos modos, pero Adrianne insiste en que el dinero no es más importante que su vida, de manera que Rocky acepta que su momento ya pasó. Teniendo que empezar desde cero, Rocky vende su mansión y gran parte de sus bienes (Autos, muebles, entre otras cosas) y regresa a su antiguo hogar en Filadelfia. Mientras tanto, Union Cane, el boxeador de George Washington Duke, gana el campeonato que Rocky había dejado vacante. Duke se presenta de nuevo ante Rocky para volver a ofrecerle un combate contra Cane para que así pueda recuperar su antigua vida, afirmando que con sus contactos puede conseguirle una licencia para boxear pese a sus informes médicos desfavorables. Rocky se muestra dubitativo, sin embargo, Adrianne vuelve a presentarse para negarse a que Rocky vuelva a pelear, pues sabe que Duke únicamente quiere aprovecharse de la situación de Rocky para ganar dinero a su costa. A su vez, el hijo de Rocky, Robert (Sage Stallone), tiene problemas para integrarse con sus nuevos compañeros de barrio.
Cierto día, un joven boxeador llamado Tommy Gunn (Tommy Morrison) se presenta ante Rocky con la intención de que sea su mánager. Al principio, Rocky se niega, pues no cree sentirse preparado para ello. Sin embargo, tras observar el potencial de Tommy, el cual es un joven sin dinero y abandonado por su familia, Rocky se siente identificado con él y decide convertirse en su entrenador. Gracias a esto, Rocky cree volver a tener un sentido para su vida y se entrega para hacer de Tommy un gran boxeador. Como contrapartida, Rocky desatiende a su hijo, el cual comienza a adquirir hábitos negativos y una mala actitud, desarrollando un gran resentimiento hacia su padre y hacia Tommy, al sentirse desplazado.
Tommy comienza a destacar en el circuito pugilístico, gracias a su talento y a la tutela de Rocky. Esto es seguido de cerca por George Washington Duke, el cual no renuncia a conseguir su combate con Balboa. Tommy consigue un gran récord de 22 victorias, sin embargo, cada vez se siente más frustrado por las continuas comparaciones que le hacen con Rocky y por su ansia de lograr el campeonato. Duke comienza a tentar a Tommy con toda clase de elogios y lisonjas, prometiéndole que gracias a él obtendrá su combate por el título. Ya en Navidad, cuando Rocky intenta explicarle a Tommy que es el camino hacia el título y no el título en sí, lo que lo convierte en un gran boxeador, Tommy muy enfadado, rompe con Rocky definitivamente. Solo después de que Adrianne confronte a Rocky, este se da cuenta de que Tommy tiene las aptitudes, pero no el corazón de un auténtico púgil y de que en realidad, estaba intentando proyectarse en Tommy en lugar de preocuparse por su familia. Rocky consigue volver a reconciliarse con su hijo así como con su esposa.
Bajo los auspicios de Duke, Tommy Gunn se convierte en el nuevo campeón de los pesos pesados, noqueando a Union Cane en el primer asalto usando las tácticas que Rocky le había enseñado. Al final de la pelea, Tommy Gunn agradece a Duke por el título, olvidándose de Rocky completamente, causando la ira y frustración del público. En la conferencia de prensa posterior al combate, los periodistas comienzan a acosar e incluso insultar a Tommy, afirmando que él nunca será un gran campeón como Rocky y que Cane era un fraude. Duke le dice a Tommy que no puede encarar a la prensa y que el público nunca lo considerará el verdadero campeón hasta que demuestre que es mejor que Balboa. 
Tommy quiere dejar claro quién es el campeón y se dirige hacia el barrio de Rocky a retarle, inicialmente Rocky se niega, pero cuando Paulie interviene para recriminarle a Tommy su actitud, este le golpea, causando la furia de Rocky. Se desata entonces una pelea callejera entre ambos, mientras todo el barrio comienza a animar a Rocky. Sintiendo el apoyo de sus vecinos y gracias a lo que le dijo Mickey, Rocky consigue derrotar a Tommy, quien tras la pelea, es arrestado por alterar el orden público, Duke felicita a Rocky de manera cínica y comienza a provocarlo, a lo que Rocky responde golpeándolo. Rodeado por Adrianne, su hijo, Paulie y todo el barrio, Rocky regresa a casa. 
Después, Rocky y su hijo recorren las escaleras del Museo de Arte de Filadelfia. Rocky le regala el colgante de Rocky Marciano que Mickey le había dado, entrando juntos en el museo.

## Reparto
| Personaje               | Actor original (Estados Unidos) | Actor de voz (España) | Actor de voz (Hispanoamérica) |
| ----------------------- | ------------------------------- | --------------------- | ----------------------------- |
| Rocky Balboa            | Sylvester Stallone              | Ricard Solans         | Salvador Delgado              |
| Adrianna Pennino Balboa | Talia Shire                     | Rosa Guiñón           | Araceli de León (†)           |
| Rocky Balboa Jr.        | Sage Stallone (†)               | María Moscardó        | Humberto Ramírez              |
| Tommy "Machine" Gunn    | Tommy Morrison (†)              | Sergio Zamora         | Jorge Roig Jr.                |
| Tony Duke               | Tony Burton (†)                 | Pepe Mediavilla (†)   | José Luis Orozco              |
| Paulie                  | Burt Young                      | Francisco Garriga     | César Arias                   |
| George Washington Duke  | Richard Gant                    | Camilo García         | Arturo Casanova               |
| Merlin Sheets           | Mike Girard Sheehan             | Eduardo Muntada       | José Luis Castañeda           |
| Mickey Goldmill         | Burgess Meredith (†)            | Luis Posada Mendoza   | Miguel Ángel Sanromán         |

## Crítica
Además de sus bajos números en taquilla, este segmento de la saga Rocky dejó un mal sabor de boca en los fanáticos de la saga e inclusive en el propio Stallone. Argumentó que volver a situar al personaje en sus orígenes no tenía demasiado interés ni tenía nada interesante que mostrar. Se abandonó la fórmula habitual de las anteriores secuelas, y el público no aceptó estos cambios.
Esperada como uno de los grandes éxitos de 1990, Rocky V solo pudo ser la segunda película más vista en la semana de su estreno, superada por Home Alone, y ya no se recuperó. Fue la película menos rentable de la saga y la única considerada un fracaso en la taquilla. La recaudación total en todo el mundo fue de 120 millones de dólares estadounidenses, aproximadamente.

## Fechas de estreno mundial
| País                                                                          | Fecha de estreno                  |
| ----------------------------------------------------------------------------- | --------------------------------- |
| Alemania                                                                      | Jueves 20 de diciembre de 1990    |
| Argentina                                                                     | Jueves 17 de enero de 1991        |
| Australia                                                                     | Miércoles 26 de diciembre de 1990 |
| Austria                                                                       | Viernes 21 de diciembre de 1990   |
| Bélgica                                                                       | Miércoles 19 de diciembre de 1990 |
| Belice · Costa Rica · El Salvador · Guatemala · Honduras · Nicaragua · Panamá | Martes 25 de diciembre de 1990    |
| Brasil                                                                        | Viernes 21 de diciembre de 1990   |
| Chile                                                                         | Viernes 21 de diciembre de 1990   |
| Colombia                                                                      | Jueves 20 de diciembre de 1990    |
| Corea del Sur                                                                 | Sábado 22 de diciembre de 1990    |
| Dinamarca                                                                     | Viernes 14 de diciembre de 1990   |
| Ecuador                                                                       | Miércoles 16 de enero de 1991     |
| Egipto                                                                        | Lunes 3 de junio de 1991          |
| España                                                                        | Viernes 21 de diciembre de 1990   |
| Estados Unidos · Canadá                                                       | Viernes 16 de noviembre de 1990   |
| Filipinas                                                                     | Viernes 4 de enero de 1991        |
| Finlandia                                                                     | Viernes 21 de diciembre de 1990   |
| Francia                                                                       | Miércoles 19 de diciembre de 1990 |

| País                 | Fecha de estreno                  |
| -------------------- | --------------------------------- |
| Grecia               | Viernes 1 de febrero de 1991      |
| Hong Kong            | Jueves 13 de diciembre de 1990    |
| Hungría              | Jueves 4 de abril de 1991         |
| Israel               | Viernes 21 de diciembre de 1990   |
| Italia               | Viernes 21 de diciembre de 1990   |
| Jamaica              | Miércoles 21 de noviembre de 1990 |
| Japón                | Sábado 8 de diciembre de 1990     |
| Líbano               | Viernes 28 de diciembre de 1990   |
| Malasia              | Jueves 13 de diciembre de 1990    |
| México               | Viernes 18 de enero de 1991       |
| Noruega              | Jueves 13 de diciembre de 1990    |
| Nueva Zelanda        | Miércoles 26 de diciembre de 1990 |
| Países Bajos         | Jueves 13 de diciembre de 1990    |
| Perú                 | Jueves 21 de marzo de 1991        |
| Portugal             | Viernes 14 de diciembre de 1990   |
| Puerto Rico          | Jueves 29 de noviembre de 1990    |
| Reino Unido Irlanda  | Viernes 25 de enero de 1991       |
| República Dominicana | Jueves 20 de diciembre de 1990    |
| Singapur             | Jueves 13 de diciembre de 1990    |
| Sudáfrica            | Viernes 7 de diciembre de 1990    |
| Suecia               | Viernes 21 de diciembre de 1990   |
| Suiza                | Viernes 21 de diciembre de 1990   |
| Tailandia            | Sábado 22 de diciembre de 1990    |
| Taiwán               | Sábado 15 de diciembre de 1990    |
| Turquía              | Viernes 8 de febrero de 1991      |
| Uruguay              | Jueves 20 de diciembre de 1990    |
| Venezuela            | Miércoles 19 de diciembre de 1990 |

## Otros datos
- Es la primera película de la saga Rocky que tiene una calificación superior a PG, PG-13 (apta para mayores de 13 años).
- En la versión alternativa de la pelea final entre Rocky y Tommy, Rocky visiona a Mickey alentándolo desde las vías del tren para que no se diese por vencido y continuase luchando contra Tommy.
- La película tuvo un presupuesto estimado de 42 millones de dólares estadounidenses.
- Sylvester Stallone tenía planeado que Tommy Gunn asesinase a Rocky, pero viendo la popularidad del boxeador en la sociedad estadounidense, cambió el guion para que Rocky ganara la pelea. Stallone escribió la escena de la pelea final tras una noche de fiesta.
- Fue la película debut del hijo de Stallone, Sage Stallone.
- En la película hay varios cameos de analistas de boxeo y redactores deportivos, destacando Al Bernstein y los oriundos de Filadelfia Stan Hochman y Al Meltzer.
- Tommy Morrison (Tommy "Machine" Gunn) era en la vida real un boxeador de peso pesado. Falleció en septiembre de 2013.
- Algunas de las secuencias de lucha fueron filmadas en el legendario Blue Horizon de Filadelfia, este lugar fue la meca del boxeo en esta ciudad en la década de los 70.
- En la pelea final, se pueden observar escenas retrospectivas sobre lo que no se vio en la primera película.
- En un principio el pupilo de Rocky iba a ser un boxeador latino inspirado en Óscar de la Hoya.
- El personaje de George Washington Duke está basado en el famoso mánager de boxeo Don King, siendo una sátira hacia este.
- El personaje de Tony Duke que aparece sólo al principio de la película es simplemente llamado Tony, para no ser confundido con el personaje de George Washington Duke.
- A pesar de que este iba a suponer el final de la saga, ni a los fans ni el propio Stallone quedaron conformes con esta película. Por lo que, dieciséis años después de Rocky V, se estrenó Rocky Balboa, la cual narraba como Rocky regresaba al ring (por última vez) con sesenta años de edad y después de los eventos de Rocky IV.